# Shū Qalasy
Shū Qalasy är ett distrikt i Kazakstan.   Det ligger i oblystet Zjambyl, i den sydöstra delen av landet, 900 km söder om huvudstaden Astana.